# Robert Krašovec
Robert Krašovec, slovenski veslač, * 4. april 1965, Jesenice.